# Sông Đồ Môn
Sông Đồ Môn (giản thể: 图们江; phồn thể: 圖們江; bính âm: Túmen jiāng) hay Sông Đậu Mãn (tiếng Hàn: 두만강; Hanja: 豆滿江; Romaja: Duman-gang; Hán-Việt: Đậu Mãn Giang) là một con sông nằm ở Đông Bắc Á, hình thành biên giới tự nhiên giữa 3 quốc gia Trung Quốc, Nga và Cộng hòa Dân chủ Nhân dân Triều Tiên. Sông dài 521 km, bắt nguồn từ núi Bạch Đầu trên dãy núi Trường Bạch (Baekdudaegan) ở bán đảo Triều Tiên (cũng là nơi bắt nguồn của sông Áp Lục) và đổ ra biển Đông Triều Tiên (biển Nhật Bản).
Con sông này nằm giữa Trung Quốc và Cộng hòa Dân chủ Nhân dân Triều Tiên ở phần thượng nguồn, và phần 18 km (11 dặm Anh) dưới hạ nguồn nằm giữa Nga và Triều Tiên. Phía hạ nguồn dòng sông, Trung Quốc có một phần lãnh thổ hẹp len lỏi giữa đất Nga và Bắc Triều Tiên. Nếu vượt sông tại đoạn này, sẽ đi qua khoảng 1,6 km vùng nước của Bắc Triều Tiên, 90 mét vùng nước thuộc Trung Quốc và một vùng nước thuộc Nga trước khi vào bờ. Tên sông có nguồn gốc từ Түмэн trong tiếng Mông Cổ có nghĩa là "mười ngàn" hoặc "vạn". Tên tiếng Nga của dòng sông là Tumannaya, nghĩa đen là sương mù.
Phía bờ Trung Quốc là tỉnh Cát Lâm, vùng Mãn Châu. Con sông bị ô nhiễm nặng nề bởi các nhà máy cả hai bờ Trung Quốc và Bắc Triều Tiên. Dẫu vậy, nó vẫn là điểm thu hút du khách trong vùng. Ở huyện cấp thị Đồ Môn, Diên Biên, một lối đi dạo bên bờ sông có các nhà hàng nơi du khách có thể nhìn thấy lãnh thổ Bắc Triều Tiên ở bên kia bờ.
Năm 1938, người Nhật đã xây dựng cầu sông Đồ Môn, nơi sông Quan gặp sông Đồ Môn, giữa các làng Wonjong (Hồn Xuân) và Quanhe. Các thành phố và thị trấn quan trọng trên sông là Hoeryong và Onsong ở Bắc Triều Tiên, Đồ Môn và Nam Bình (坪镇, một trấn thuộc thành phố Hòa Long, Diên Biên) ở tỉnh Cát Lâm của Trung Quốc. Thành phố Diên Cát của Trung Quốc, chỉ cách con sông này 24 km, hiện có tới 30% người nói tiếng Triều Tiên.
Năm 1995, Cộng hòa Nhân dân Trung Hoa, Mông Cổ, Nga, Bắc Triều Tiên và Hàn Quốc đã ký ba thỏa thuận để tạo ra Khu vực phát triển kinh tế sông Đồ Môn.

## Tranh chấp bán đảo Noktundo
Noktundo, một hòn đảo trước đây (giờ đây thực sự là một bán đảo) ở cửa sông Đồ Môn, đã từng là một cuộc tranh chấp biên giới giữa đế quốc Nga và nhà Triều Tiên. Nhà Thanh đã nhượng lại hòn đảo cho Nga như một phần của Primorsky Maritimes (Đông Tartary) trong Hiệp ước Bắc Kinh năm 1860. Năm 1990, Liên Xô cũ và Bắc Triều Tiên đã ký một hiệp ước biên giới khiến biên giới hai nước chạy qua trung tâm của dòng sông, để lại lãnh thổ của hòn đảo cũ bên phía Nga. Hàn Quốc từ chối thừa nhận hiệp ước và yêu cầu Nga trả lại lãnh thổ này cho bán đảo Triều Tiên.

## Vượt biên trái phép

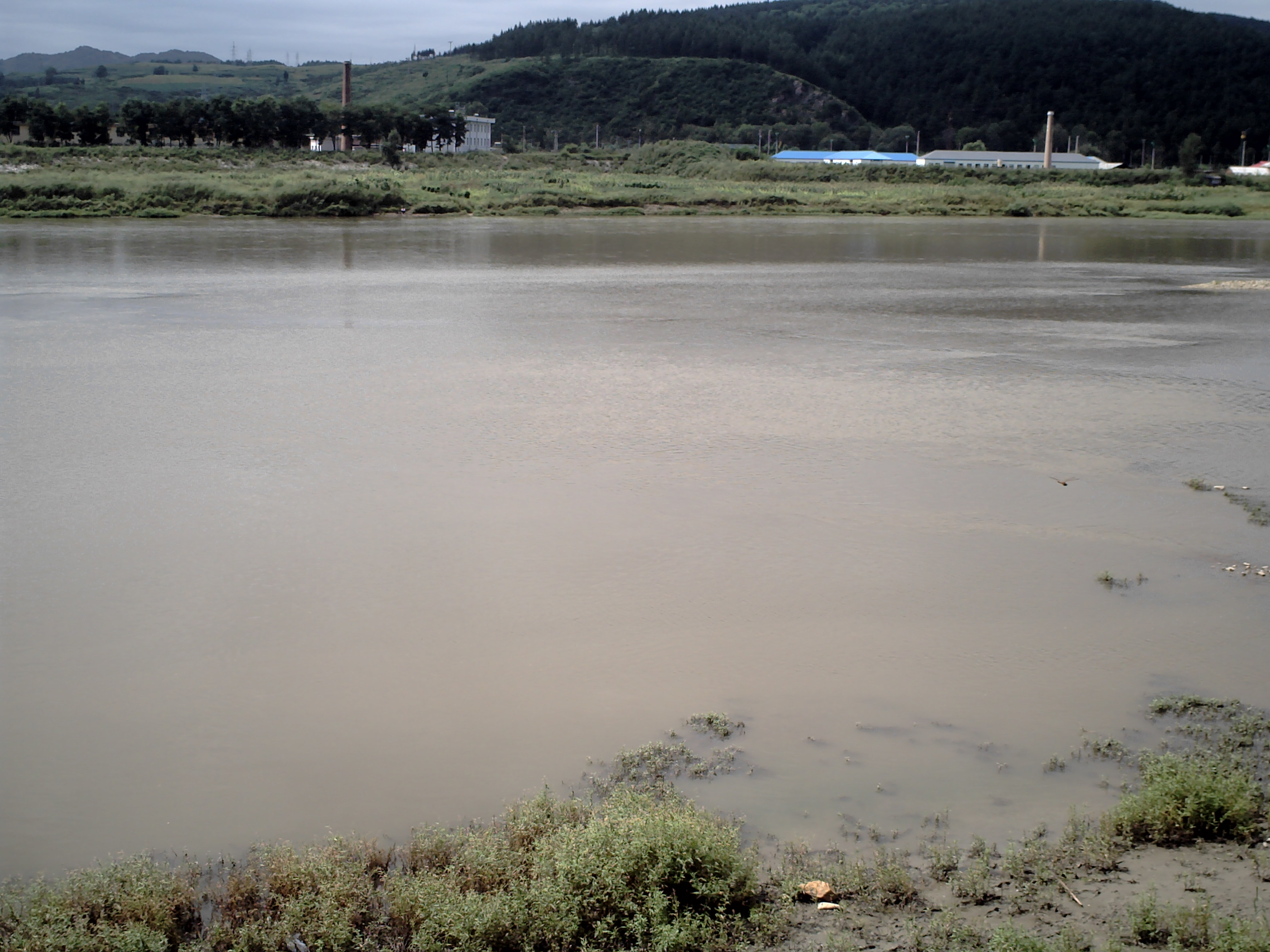
Sông Đồ Môn vào mùa hè, nhìn từ Trung Quốc

Từ nhiều năm nay, sông Đồ Môn là nơi người Triều Tiên thường vượt biên trái phép để trốn sang bờ bắc phía Trung Quốc. Trong nạn đói Bắc Triều Tiên vào thập niên 1990, đa số người Triều Tiên bỏ chạy sang Trung Quốc là bằng ngả sông Đậu Mãn này. Bất chấp việc canh phòng nghiêm ngặt của Triều Tiên, sông Đậu Mãn vẫn là nơi được người Triều Tiên chọn để vượt biên vì lòng sông nông và hẹp. Ở một số khu vực, sông có thể băng qua bằng chân do nước cạn, hoặc chỉ bơi trong cự ly ngắn ở những đoạn sâu. Sông cũng đóng băng vào mùa đông cho phép người tị nạn dễ dàng đi bộ qua. Dòng sông Áp Lục ở phía tây, là đường biên giới dài hơn nhưng khó vượt hơn vì sông rộng hơn, sâu và chảy xiết. Những người vượt biên ít trốn sang Nga do phần biên giới này được canh phòng nghiêm ngặt và cộng đồng người nói tiếng Triều Tiên ở Nga không đông.
Những người đào thoát muốn vượt qua sông Đồ Môn thường không để ý các chất ô nhiễm trên sông và những đội tuần tra biên giới của Triều Tiên, và dành hàng tuần nếu không phải hàng tháng hoặc hàng năm để chờ cơ hội hoàn hảo để vượt qua. "Một đoạn dài, hoang vắng của biên giới Trung Quốc-Bắc Triều Tiên hoàn toàn không được tuần tra", theo một bài báo của New York Times.
Sông Đồ Môn cũng bị vượt qua bất hợp pháp bởi những binh lính Triều Tiên và những người dân khác khi đang tìm kiếm thức ăn và tiền bạc. Nạn khan hiếm thực phẩm tại Bắc Triều Tiên có thể là nguyên nhân của những vụ dân thường và lính biên phòng nước này xâm nhập vào Trung Quốc kiếm ăn. Tháng 4 năm 2015, ba lính Triều Tiên đi tìm thực phẩm và tiền bạc đã bắn hạ ba công dân Trung Quốc ở gần Nam Bình. Tháng 12, hai cặp vợ chồng già bị sát hại bởi một người lính Triều Tiên khác, người này sau đó bị lính Trung Quốc hạ sát, anh ta đã đánh cắp 100 nhân dân tệ và một ít thức ăn. Ba tháng trước đó, một thường dân Bắc Triều Tiên bị bắt giữ sau khi giết cả một gia đình do bị bắt gặp đột nhập trộm cắp. Ngày 28 tháng 7 năm 2016, 5 lính Triều Tiên đã vượt biên giới, tiến hành cướp bóc tại hai ngôi làng thuộc địa phận tỉnh Cát Lâm và đấu súng với quân cảnh địa phương. Sau cuộc đấu súng, hai lính Triều Tiên bị bắt, ba người còn lại vẫn đang bỏ trốn, phía quân cảnh Trung Quốc cũng có hai người bị thương nặng. Năm binh sĩ Triều Tiên được cho là vượt biên giới sang Trung Quốc tối ngày 23/7, gây ra các vụ cướp tại hai ngôi làng, với một làng nằm cách biên giới hai nước 17 km.
Một số dân làng Trung Quốc đã rời khỏi khu vực biên giới vì các cuộc tấn công của binh lính Triều Tiên. Trên sổ sách chính thức, trấn Nam Bình của Trung Quốc có 6.000 dân, đa số là người gốc Triều Tiên. Nhưng trong thực tế, nơi đây đã trở thành một ngôi làng ma. Đa số nhà cửa ở đây bị bỏ hoang, cửa kính bị vỡ hay cửa số đóng kín, vườn tược hoang phế. Lưu lại trong làng vài tiếng đồng hồ, các phóng viên AFP chỉ đếm được khoảng hai chục người dân.
Cuộc khủng hoảng nhân đạo dọc theo sông Đồ Môn đã được tạo thành một vở kịch trong bộ phim dài năm 2010, Sông Đậu Mãn. Những vụ đào tẩu trong chiến tranh Triều Tiên, cùng với lịch sử xung đột và di cư trong khu vực [ví dụ bao gồm các sự cố trong chiến dịch hồ Khasan và thời Triều Tiên thuộc Nhật], đã được ám chỉ trong bài hát của ca sĩ Trot Kim Jeong-gu, Sông Đậu Mãn đẫm nước mắt (젖은 두만강), vốn là một bài thơ ode mô tả các gia đình Triều Tiên bị ngăn cách bởi những bi kịch như vậy.

## Hình ảnh

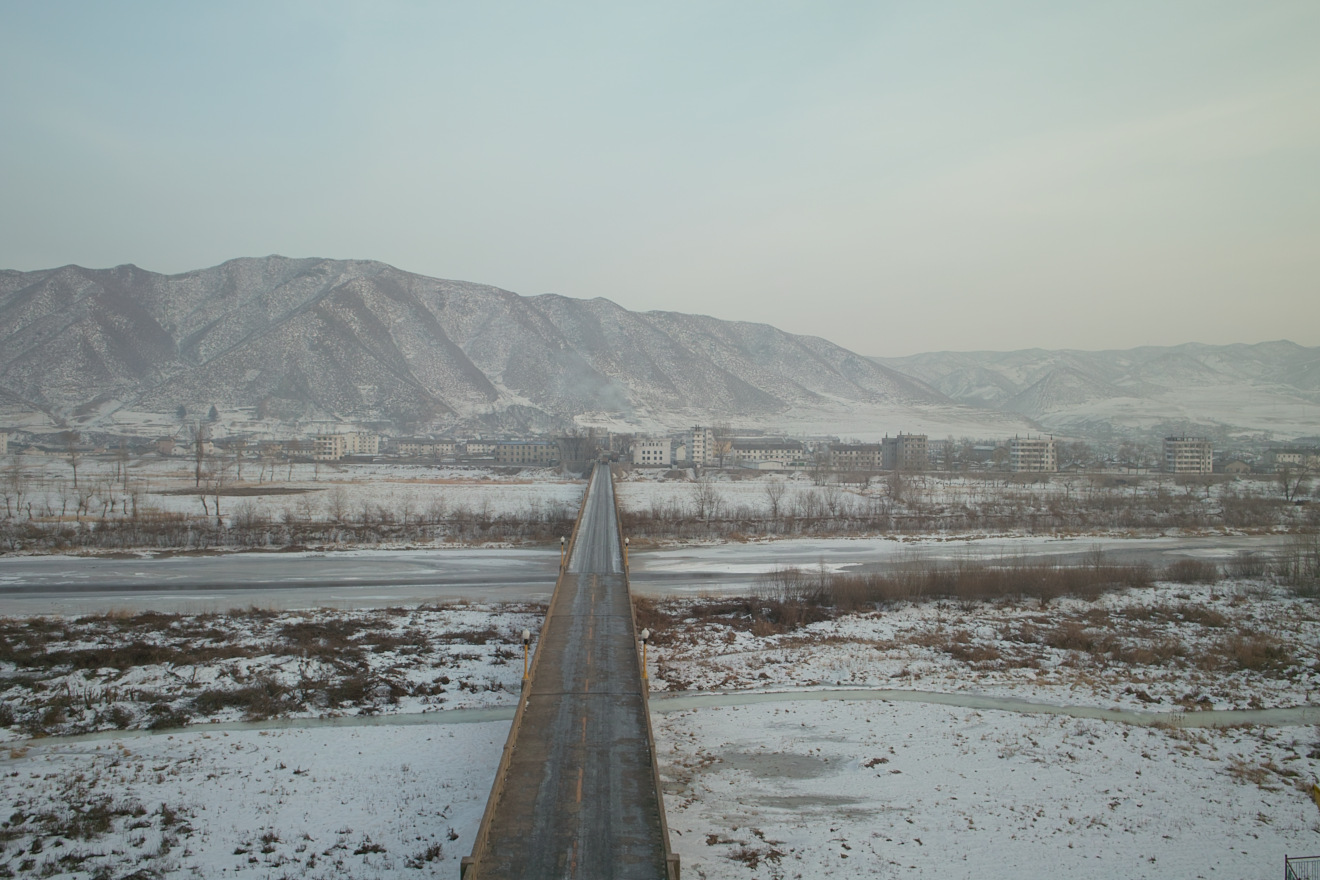
Cầu sông Đồ Môn, được xây năm 1941
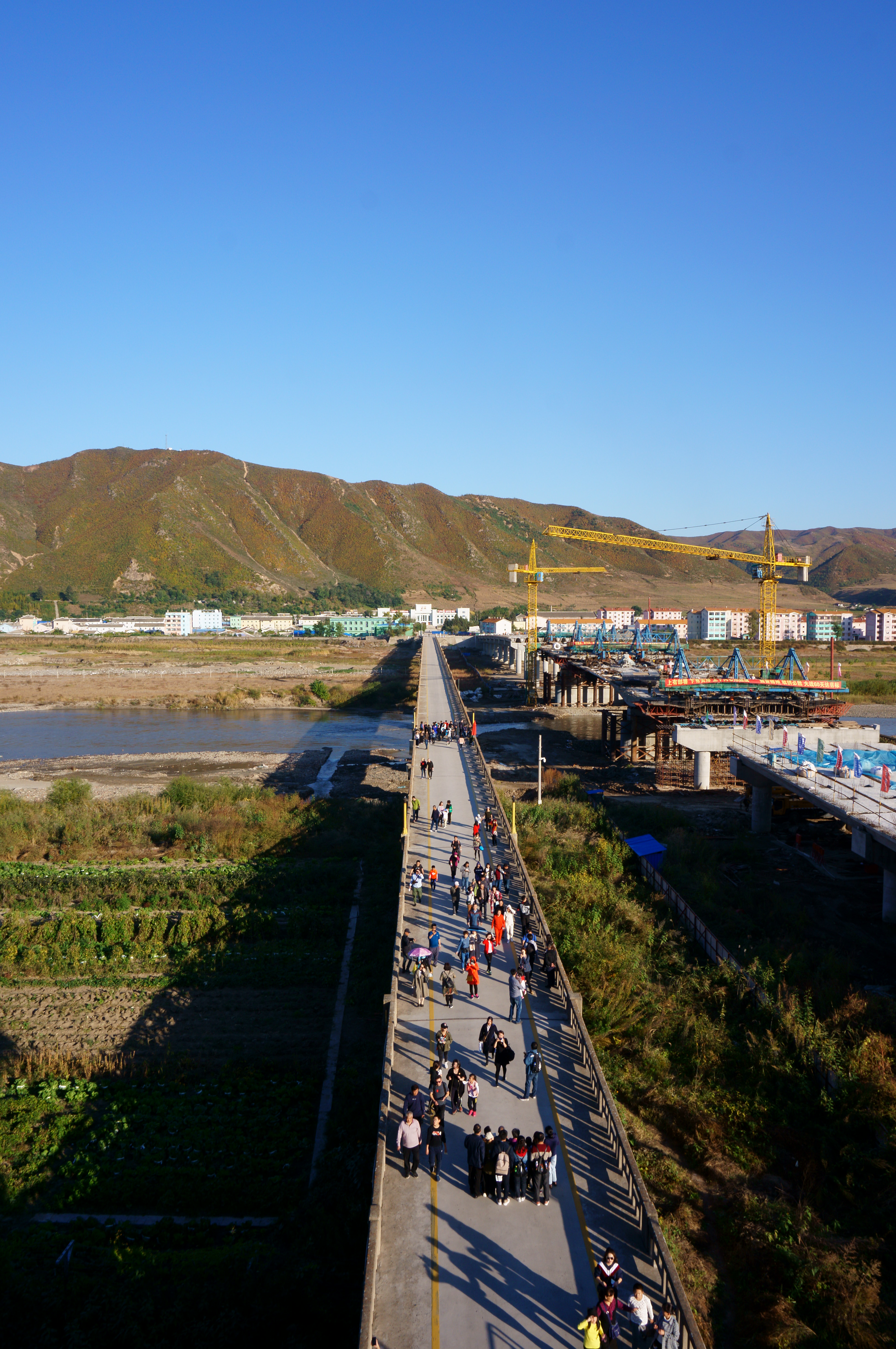
Cầu sông Đồ Môn, chụp năm 2018
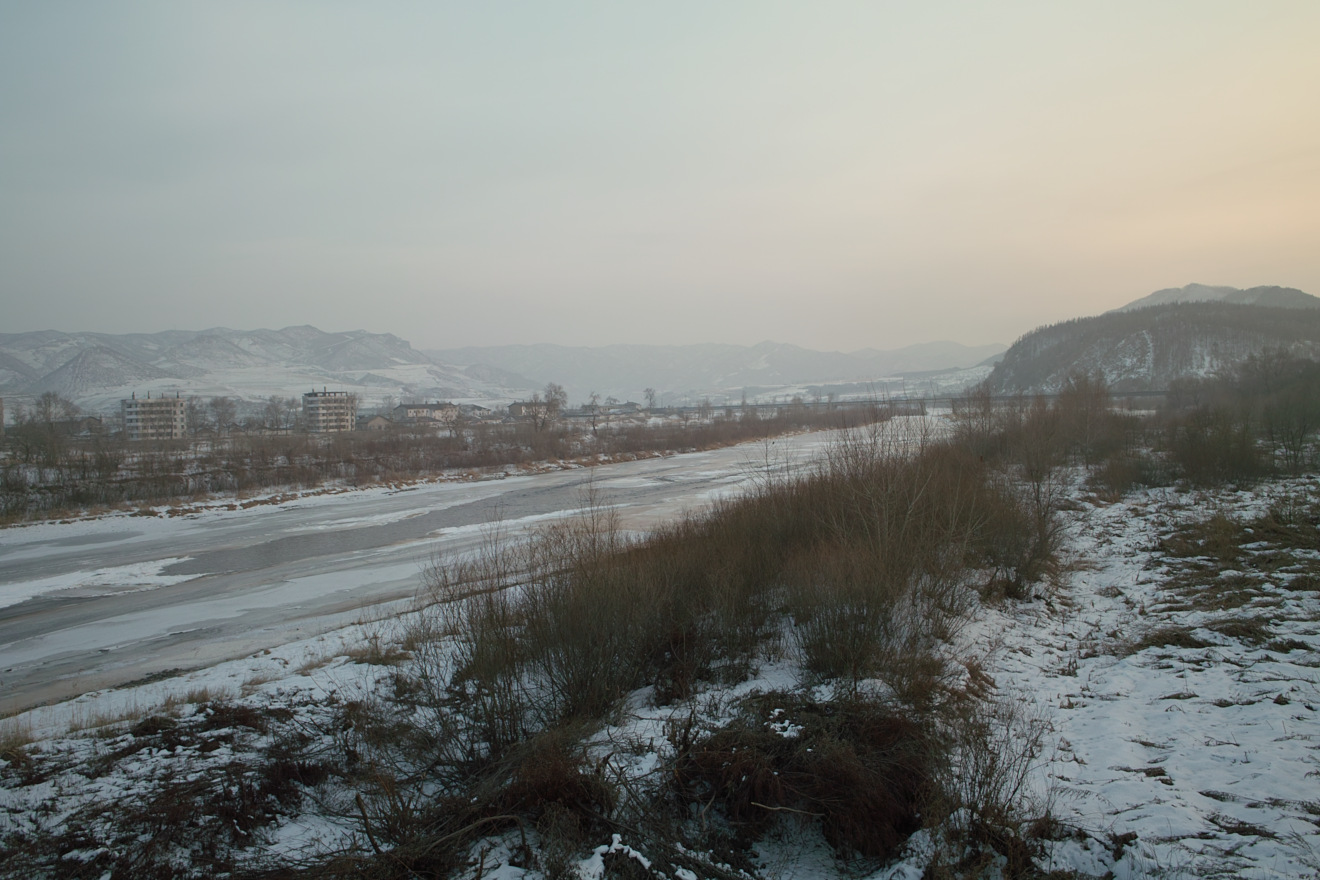
Bắc Triều Tiên ở phía bên kia của sông Đồ Môn
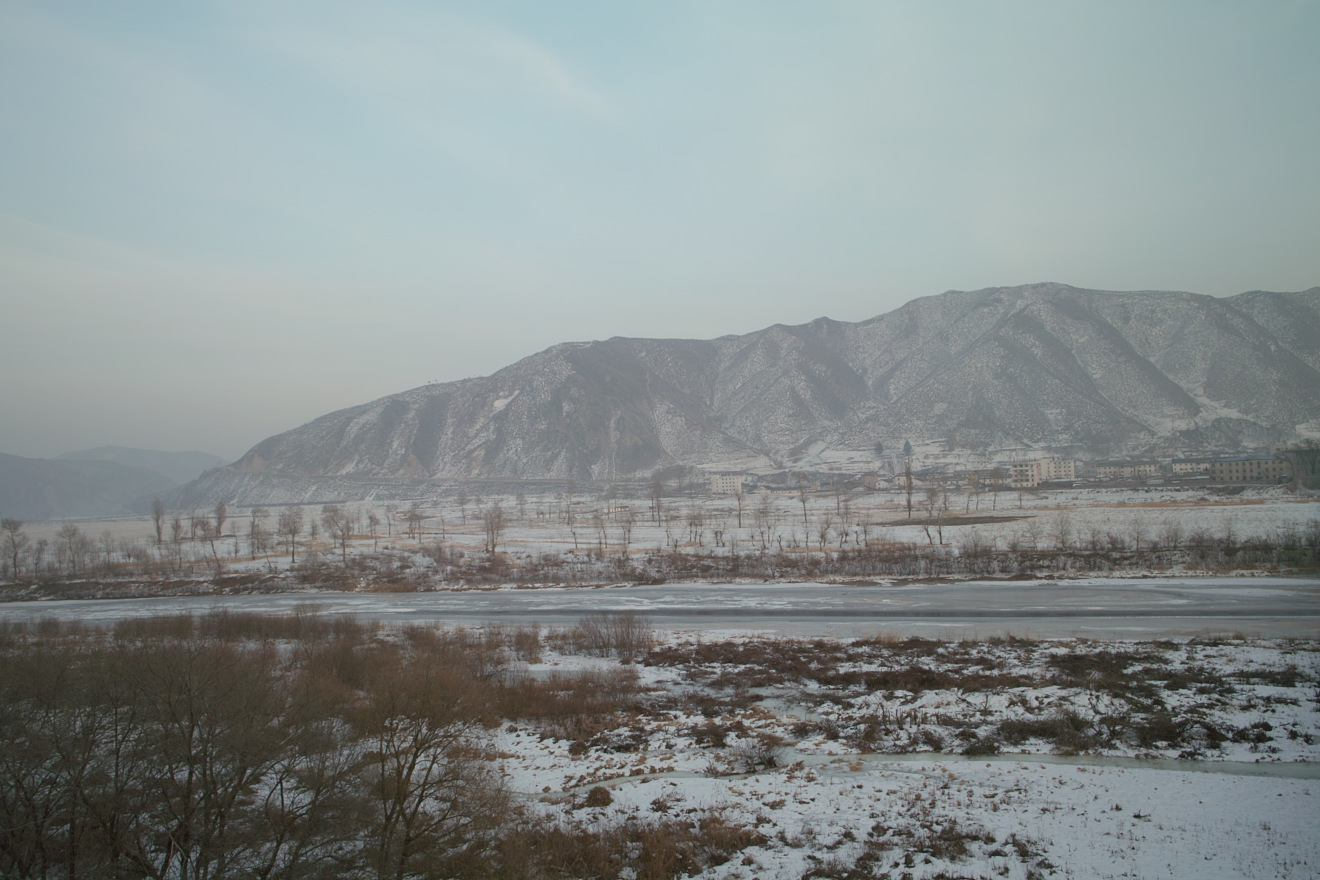
Sông Đồ Môn đã đóng băng, tại biên giới giữa Bắc Triều Tiên và Trung Quốc. Hình ảnh chụp từ phía Trung Quốc của sông Đồ Môn tại thành phố Đồ Môn, Diên Biên; xã Namyang thuộc huyện Onsong của Bắc Triều Tiên, nằm bên kia bờ sông